# Pamfilos z Amfipole
Pamfilos z Amfipole, řecky Πάμφιλος, byl starořecký malíř sikyónské školy, který žil v 1. polovině 4. století př. n. l. Pocházel z Amfipole ve východní  Makedonii,(asi 80 km východně od Soluně), byl žákem Eupompovým a učitelem Apellovým.
Jsou mu připisována čtyři obrazy: Bitva u Fliunta, vítězství athénské, Odysseus na voru, Hérakleovci v Athénách a Obraz nějaké rodiny.
Někdy se mu přičítá i spis o malířství a slavných malířích (περί γραφιχής χαί ζωγράφων ένδόξων).
Právě přičiněním Pamfilovým byla v chlapeckých školách v Sikyónu a později i jinde v Řecku zavedena výuka kreslení.
Podle všeho byl mužem velkého všestranného vzdělání, Plinius starší zmiňuje zejména jeho důkladnou znalost matematiky a geometrie. Ottův slovník naučný o něm uváděl: "Pamfilos zaujímá v řec. malířství asi totéž místo jako Polykleitos v oboru řec. plastiky: oba kladou velikou váhu na důkladné teoretické vědění a matematickou korektnost."